# Polyscias sessiliflora
Polyscias sessiliflora là một loài thực vật có hoa trong Họ Cuồng cuồng. Loài này được Marais miêu tả khoa học đầu tiên năm 1984.